# Manuel Bravo Portillo

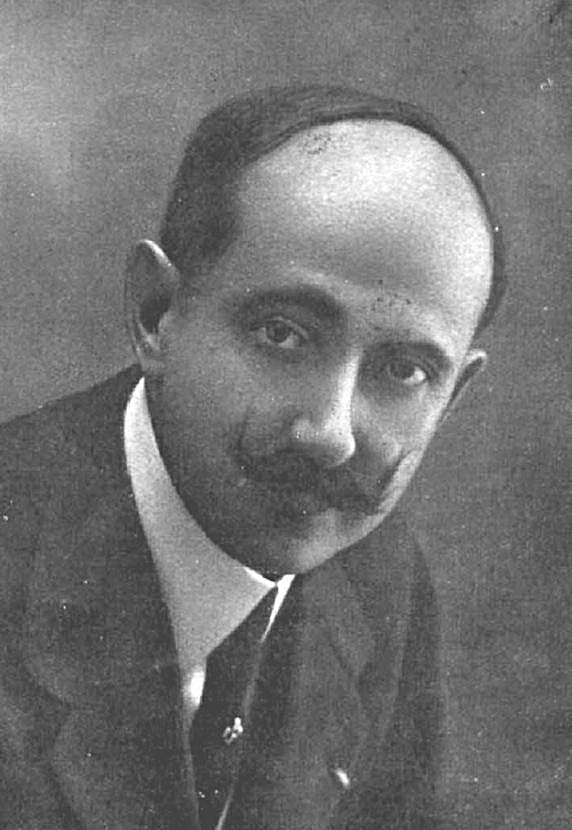
Manuel Bravo Portillo

Manuel Bravo Portillo (Filipinas, 1876-Barcelona, 5 de septiembre de 1919) fue un policía español activo en Barcelona en los años en torno a la Primera Guerra Mundial. Conocido por sus actividades en favor del espionaje alemán durante la guerra, sus acciones en la lucha antisindical, principalmente contra dirigentes obreros anarquistas que incluyeron su implicación directa en varios asesinatos, lo convierten en una de las figuras más representativas del periodo conocido en la historia de Barcelona como el del pistolerismo. 

## Biografía

### Primeros años y formación
Manuel Bravo Portillo nació en Filipinas el año 1876. En 1903 consiguió el primer lugar en las oposiciones de ingreso en la Hacienda pública española y, destinado a Guadalajara, dos meses después se casó con Remedios Montero. En enero de 1908, y nuevamente como número uno de su promoción, consiguió plaza en el Cuerpo de Vigilancia de Madrid y fue destinado a Barcelona en abril con el grado de inspector jefe de sección.
Barcelona, donde desarrolló el resto de su carrera, era entonces quizá el mayor centro de actividad policial de España. Capital de una zona de alta industrialización, era sede desde principios del siglo XX de un importante movimiento sindical y escenario de graves protestas sociales y políticas que estallaron en acontecimientos como los de la Semana Trágica de 1909. La situación se agudizó con el inicio de la Primera Guerra Mundial ya que a los problemas de desempleo, huelgas y desabastecimiento se sumó que la ciudad, con su importante puerto, se convirtió en uno de los puntos principales de atención para los servicios de espionaje de todos los beligerantes.

### Primera Guerra Mundial
Bravo Portillo estuvo entre 1910 y 1914 a las órdenes del entonces jefe de la Policía de Barcelona, José Millán Astray, destinado mucho tiempo en el distrito de las Atarazanas, donde se hizo con muchos de los contactos que posteriormente le serían de gran utilidad durante la guerra, cuando inició una estrecha colaboración con el principal responsable del espionaje alemán en la zona, el barón Ino von Rolland. Llevaba un alto nivel de vida que le permitía mantener una casa en el Paseo de Gracia y se cree que empezó a cobrar de los alemanes una cantidad entre quinientas y mil setecientas pesetas mensuales (su sueldo inicial de inspector fue de cinco mil pesetas anuales) a lo que se sumaban pagos por acciones concretas. Por el contrario, lo que fue motivo de rivalidades y mutua animadversión, para los Aliados trabajaban los otros dos policías más poderosos de Barcelona: Ramón Carbonell, que dirigía la brigada de investigación criminal, y Francisco Martorell, jefe de la unidad encargada de la lucha contra los anarquistas. Este último fue arrestado en agosto de 1917 acusado de aceptar sobornos de Alejandro Lerroux, a raíz de una denuncia detrás de la que se encontraba el propio Bravo Portillo.
Trabajaban a sus órdenes personajes de no muy buena reputación, como el policía Guillermo Bellés Moliner, expulsado del cuerpo en 1917 a quien se relacionó con el asesinato del industrial metalúrgico José Alberto Barret Moner, muerto en Barcelona el 8 de enero de 1918, cuyas empresas eran proveedoras del Ejército francés. Pese a las sospechas de la implicación del barón Rolland y de Bravo Portillo, el caso fue utilizado por este en su lucha interna contra Ramón Carbonell y, aprovechando además una campaña del vespertino proalemán El Tiempo, Carbonell fue finalmente destinado a Madrid. Solo unos días después Bravo Portillo anunció la detención de los responsables del asesinato, que también habían confesado otros crímenes siempre atribuidos a los «anarquistas». Neutralizados Carbonell y Martorell, en 1918 el poder de Bravo Portillo en Barcelona alcanzó su cénit.
Otra famosa colaboradora de Bravo Portillo fue Pilar Millán Astray, hija de su antiguo jefe en la Policía y hermana de José Millán-Astray, el fundador de la Legión Española. Entre otros, sustrajo documentación al embajador británico en España sir Arthur Henry Hardinge, que se alojaba en el Hotel Colón durante sus visitas a Barcelona y a cuyas habitaciones tuvo acceso. Según Remedios Montero entregaba sus informes en casa de Bravo Portillo a cambio de unas mil pesetas en cada ocasión.

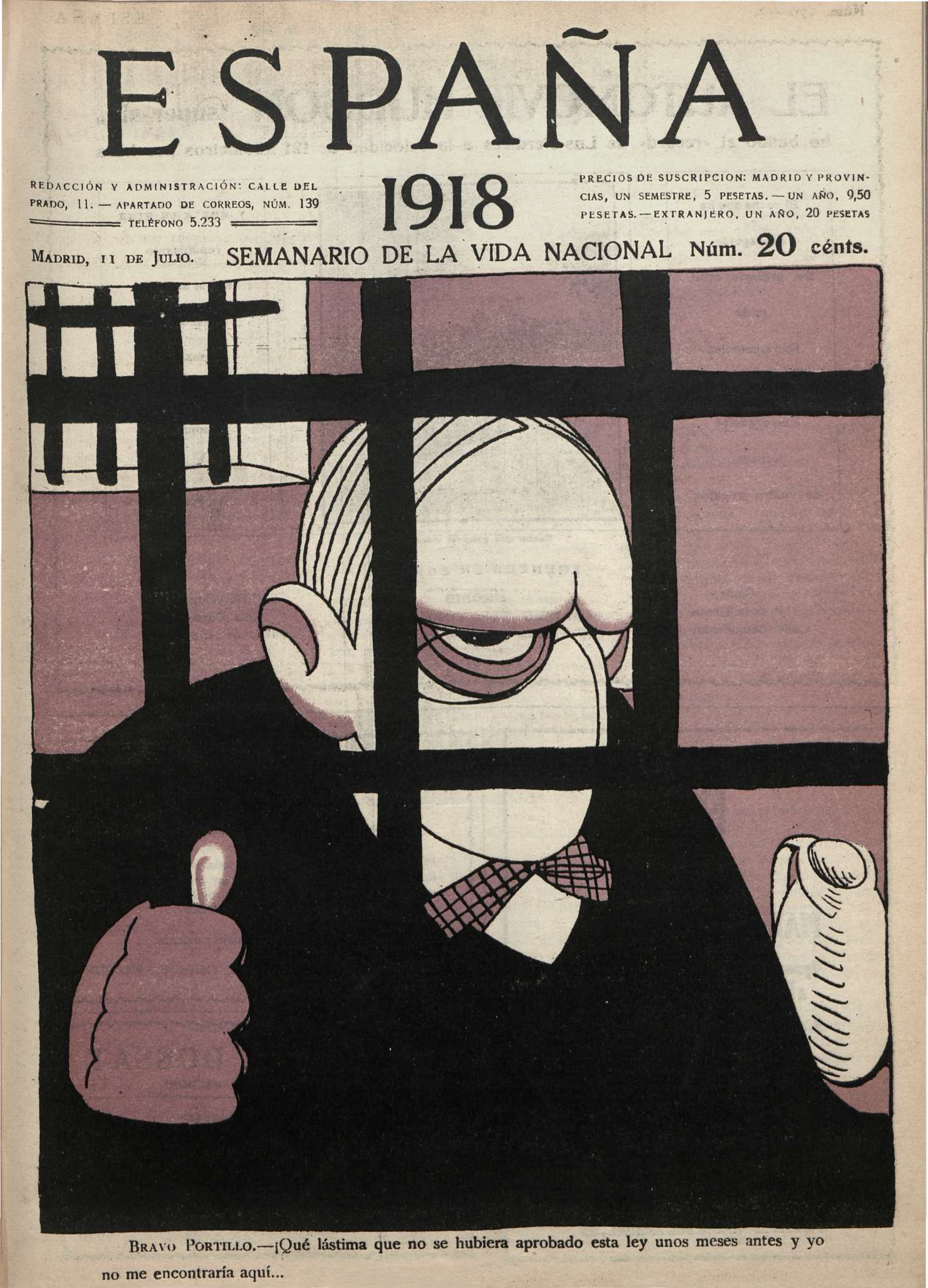
«Bravo Portillo.—¡Qué lástima que no se hubiera aprobado esta ley unos meses antes y yo no me encontraría aquí...». Portada del número de la revista España del 11 de julio de 1918.

El 9 de junio de 1918 Solidaridad Obrera publicó en primera página la reproducción de varias cartas firmadas por Bravo Portillo que parecían demostrar su colaboración con el espionaje naval alemán, entre ellas una en la que se facilitaba información sobre el mercante español Joaquín Mumbrú, que había sido localizado y hundido por un submarino alemán. Aunque la edición fue retirada inmediatamente por la censura, por iniciativa del gobernador civil de Barcelona, Carlos González Rothwos, se nombró para investigar el caso un juez especial, que ya el día 11 interrogó a Pestaña y a uno de los destinatarios de las misivas, el policía Alfonso Luis Royo de San Martín.
El 14 de junio Marcelino Domingo dirigió en el Congreso una pregunta sobre el escándalo a los ministros de Gobernación, Manuel García Prieto, y Gracia y Justicia, el conde de Romanones. El tono era abiertamente acusatorio, pero el Gobierno se limitó a responder recordando la rapidez con que se había actuado sin aportar más información.
El 20 de junio, después de que las pruebas caligráficas hubieran demostrado la autenticidad de las cartas, el juez encarceló a Bravo Portillo, a Guillermo Ballés y a Alfonso Royo, que murió a los pocos días, el 29 de junio, lo que despertó sospechas en los Aliados, ya que creían que se había declarado dispuesto a colaborar en la investigación.

### La Banda Negra

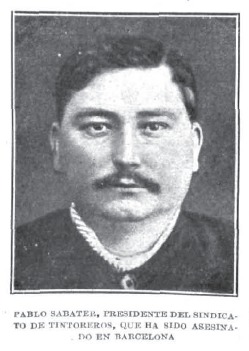
Pablo Sabater. La fotografía, junto a la de un confidente de Bravo Portillo, ilustra la noticia de su asesinato (Nuevo Mundo, 15 de agosto de 1919).

Originando un gran escándalo, Bravo Portillo fue liberado el 7 de diciembre de 1918, tras lo que se puso al servicio del capitán general de Cataluña Joaquín Milans del Bosch y de la Federación Patronal, que le pagaba tres mil pesetas al mes, actividad por la que se le atribuyeron varios delitos. Su grupo, que acabó conociéndose como la «Banda Negra», realizaba toda clase de atentados, pero estaba dirigido principalmente contra militantes anarquistas. Su primera acción de importancia, el 23 de abril de 1919, fue el ataque contra el secretario del gremio de la construcción de la CNT, Pedro Massoni, que resultó herido. El primer asesinato del que se tiene constancia fue el del dirigente del sindicato de tintoreros de la CNT, Pablo Sabater, el 19 de julio de 1919. A la venganza por este hecho se atribuye la razón de su propio asesinato, el 5 de septiembre de 1919, en la calle Santa Tecla de Barcelona. Sin embargo, otros datos ponen en duda esa versión, ya que parece claro que durante la guerra Bravo Portillo enviaba sus informes no solo a los alemanes sino también a las autoridades españolas, al gobernador civil y al director general de Seguridad, con el conocimiento de algunos miembros del mismo Gobierno. Esto hizo que Julián Besteiro pusiera en duda en el Congreso en enero de 1920 la versión que culpaba de la muerte de Bravo Portillo a pistoleros sindicalistas.